# Stephon Castle
Pour les articles homonymes, voir Castle.
Stephon Javonte Castle, né le  1er novembre 2004 à Covington dans l'État de Géorgie, est un joueur américain de basket-ball évoluant aux postes de meneur et d'arrière. Il mesure 1,98 m.

## Biographie

### Carrière universitaire
Entre 2023 et 2024, il joue pour les Huskies du Connecticut à l'université du Connecticut avec qui il devient champion universitaire.
Le 19 avril 2024, il annonce qu'il se présente à la draft 2024 de la NBA.

### Carrière professionnelle

#### Spurs de San Antonio (depuis 2024)
Il est sélectionné en quatrième position lors de la draft par les Spurs de San Antonio. Début février 2025, il est élu Rookie of The Month de la conférence ouest pour le mois de janvier. Par la suite, il est sélectionné pour participer au tournoi des Rising Stars du All-Star weekend. Son équipe remporte le tournoi et il est élu MVP du tournoi. Début avril 2025, il est élu Rookie of The Month de la conférence ouest pour le mois de mars.
En avril 2025, Castle est élu NBA Rookie of the Year.

## Palmarès

### Universitaire
- Champion NCAA en 2024
- Big East Freshman of the Year en 2024
- Big East All-Freshman team en 2024
- McDonald's All-American en 2023

### NBA
- NBA Rookie of the Year en 2025
- MVP du Rising Stars Tournament en 2025
- NBA Rookie of the Month de la conférence ouest (janvier et mars 2025)
- Nommé dans la NBA All-Rookie First Team de la saison 2024-2025

## Statistiques

### Universitaires
| Saison    | Équipe      | Matchs | Titul. | Min./m | % Tir | % 3pts | % LF | Rbds/m. | Pass/m. | Int/m. | Ctr/m. | Pts/m. |
| --------- | ----------- | ------ | ------ | ------ | ----- | ------ | ---- | ------- | ------- | ------ | ------ | ------ |
| 2023-2024 | Connecticut | 34     | 30     | 27,0   | 47,2  | 26,7   | 75,5 | 4,68    | 2,91    | 0,79   | 0,53   | 11,09  |
| Carrière  | Carrière    | 34     | 30     | 27,0   | 47,2  | 26,7   | 75,5 | 4,68    | 2,91    | 0,79   | 0,53   | 11,09  |

### Professionnelles

#### Saison régulière
| Recrue/rookie de la saison |

| Saison    | Équipe      | Matchs | Titul. | Min./m | % Tir | % 3pts | % LF | Rbds/m. | Pass/m. | Int/m. | Ctr/m. | Pts/m. |
| --------- | ----------- | ------ | ------ | ------ | ----- | ------ | ---- | ------- | ------- | ------ | ------ | ------ |
| 2024-2025 | San Antonio | 81     | 47     | 26,7   | 42,8  | 28,5   | 72,4 | 3,70    | 4,10    | 0,90   | 0,30   | 14,70  |
| Carrière  | Carrière    | 81     | 47     | 26,7   | 42,8  | 28,5   | 72,4 | 3,70    | 4,10    | 0,90   | 0,30   | 14,70  |

## Records sur une rencontre en NBA
Les records personnels de Stephon Castle en NBA sont les suivants :
| Type de statistique        | Saison régulière | Saison régulière          | Saison régulière |
| Type de statistique        | Record           | Adversaire                | Date             |
| -------------------------- | ---------------- | ------------------------- | ---------------- |
| Points                     | 33               | @ Hornets de Charlotte    | 7 février 2025   |
| Paniers marqués            | 12               | @ Thunder d'Oklahoma City | 2 mars 2025      |
| Paniers tentés             | 21               | Thunder d'Oklahoma City   | 2 mars 2025      |
| Paniers à 3 points réussis | 4                | Thunder d'Oklahoma City   | 2 mars 2025      |
| Paniers à 3 points tentés  | 10               | Thunder d'Oklahoma City   | 2 mars 2025      |
| Lancers francs réussis     | 8                | @ Raptors de Toronto      | 23 mars 2025     |
| Lancers francs tentés      | 10               | @ Raptors de Toronto      | 23 mars 2025     |
| Rebonds offensifs          | 7                | @ Cavaliers de Cleveland  | 27 mars 2025     |
| Rebonds défensifs          | 10               | @ Nuggets de Denver       | 2 avril 2025     |
| Rebonds totaux             | 15               | @ Nuggets de Denver       | 2 avril 2025     |
| Passes décisives           | 14               | Sixers de Philadelphie    | 21 mars 2025     |
| Interceptions              | 3                | 2 fois                    | 2 fois           |
| Contres                    | 1                | 8 fois                    | 8 fois           |
| Balles perdues             | 7                | Thunder d'Oklahoma City   | 19 novembre 2024 |
| Minutes jouées             | 35               | Thunder d'Oklahoma City   | 19 novembre 2024 |

- Double-double : 5
- Triple-double : 0

Dernière mise à jour : 11 avril 2025